# KS Górnik Konin
Avans Górnik Konin is een Poolse voetbalclub uit Konin. De club speelt in de Poolse derde liga, in de groep "kujawsko-pomorsko-wielkopolska" zuid. De naam Górnik (mijnwerkers) verwijst naar het verleden van de club als bedrijfssportvereniging.
De clubkleuren zijn wit-blauw.
De club behaalde als Aluminium Konin in 1997/1998 de finale in de Poolse beker .

## Naamswijzigingen
- (1957) KS Górnik Konin
- (1968) MZKS Zagłębie Konin
- (1979) KS Górnik Konin
- (1997) KS Aluminium Konin
- (1999) KS Aluminium SSA
- (Juni 1999) KP Konin SSA
- (2000) KS Aluminium Konin ("KP Konin SSA" disbanded)
- (Juni 2008) KS Górnik Konin
- (2008/2009) KS Avans Górnik Konin
- (2009) KS Górnik Konin